# Kościół św. Jakuba Większego Apostoła w Poznaniu
Kościół św. Jakuba Większego Apostoła – zabytkowy parafialny położony w Głuszynie, peryferyjnej dzielnicy Poznania.

## Historia
W 1296 roku wojewoda kaliski Mikołaj Przedpełkowic ufundował w Głuszynie kolegiatę pod wezwaniem św. Jakuba Większego. Przywilej erekcyjny wystawił 16 października 1296 roku biskup Jan II Nałęcz za zgodą kapituły katedralnej oraz poznańskiego archidiakona Henryka. Kapituła składała się z trzech kanoników w tym z prepozyta. W 1364 roku Głuszyna przeszła na własność biskupów Poznańskich. W 1582 roku biskup Łukasz Kościelecki wcielił głuszyńską kolegiatę do kolegiaty przy kościele Wszystkich Świętych w Poznaniu. Za czasów biskupa Wawrzyńca Goślickiego, w 1603 roku nastąpiła jej faktyczna likwidacja. Od tej pory prepozytami głuszyńskimi byli proboszczowie kościoła Wszystkich Świętych. W 1720 roku biskup Krzysztof Antoni Szembek przyłączył kościół do prepozytury kolegiaty św. Marii Magdaleny i proboszcz farny był zarazem proboszczem w Głuszynie. 

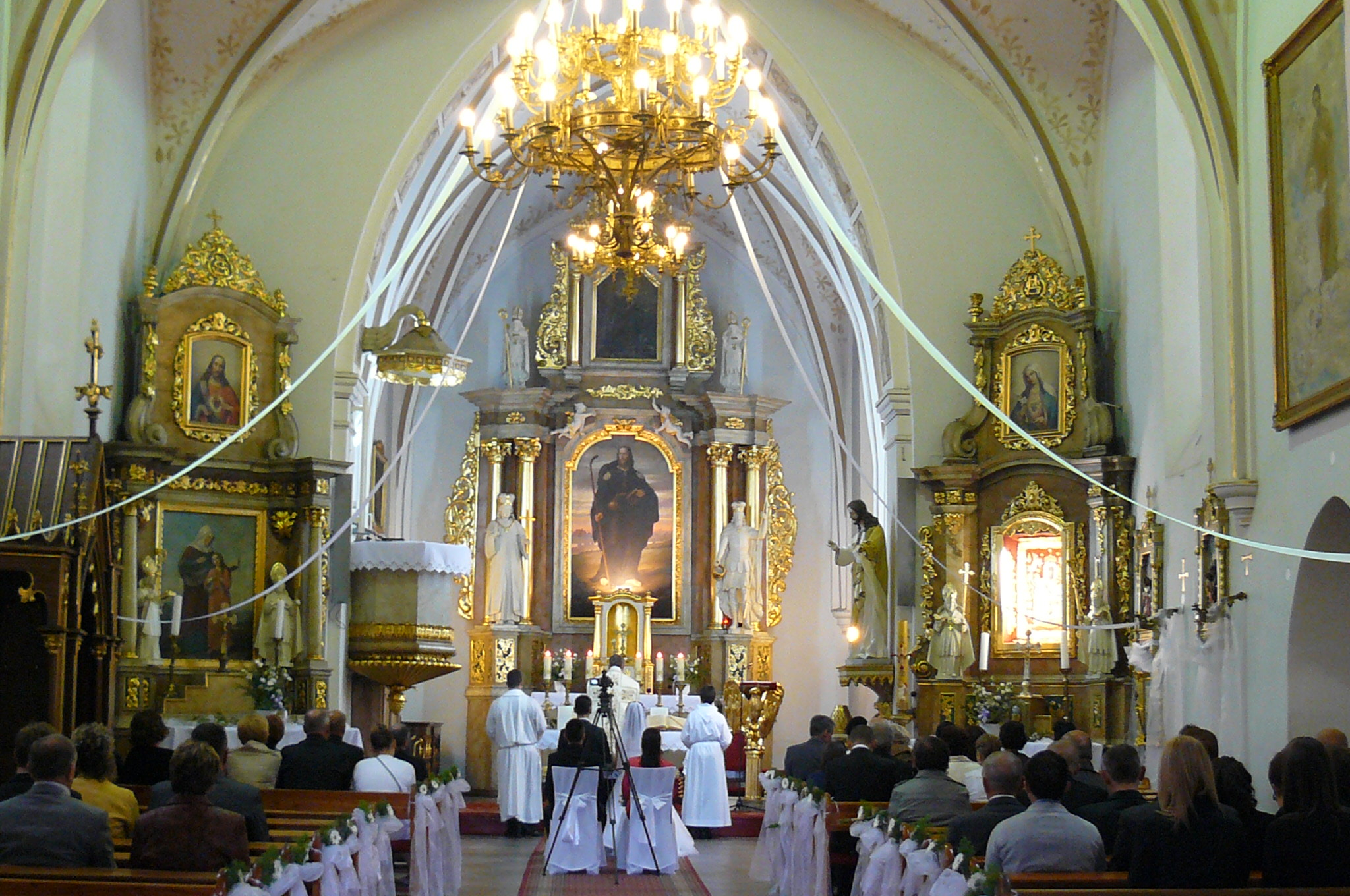
Wnętrze świątyni

## Architektura
Bryła kościoła zbudowana w stylu gotyckim pochodzi z XIII wieku, posiada znakomicie zachowany wątek wendyjski, oraz charakterystyczne sklepienie krzyżowe w prezbiterium. Obecne sklepienie nawy korpusu powstało w okresie międzywojennym. Jego budowa nie zniszczyła jednak dawnego stropu, który powstał jako integralny element więźby dachowej, której konstrukcja datowana jest na początek XVI wieku.

## Wyposażenie
Ołtarz główny datowany jest na początek drugiej połowy XVIII wieku. Ujmujące go z boków ażurowe uszaki utworzone są z ornamentów małżowinowo-chrząstkowych, pochodzą zapewne z innego XVII-wiecznego ołtarza. Rzeźby św. Kazimierza i św. Floriana pochodzą z pierwszej połowy XVIII wieku. Obraz przedstawiający patrona kościoła św. Jakuba Apostoła powstał w pierwszej połowie XIX wieku. Obraz Matki Boskiej, z ołtarza maryjnego, pochodzi z pierwszej połowy XVIII wieku. W kościele zachowały się dwie, prawdopodobnie XIII-wieczne, kropielnice kamienne, oraz barokowa chrzcielnica. Kościół posiada również słynne organy, zbudowane przez Friedricha Ladegasta w 1884 roku.

## Płyty pamiątkowe
W zewnętrzne ściany kościoła wmurowane są następujące płyty pamiątkowe:
- ku czci ks. Walentego Zientkiewicza - proboszcza w Głuszynie (ur. 1817, zm. 11 lipca 1895, po 33 latach sprawowania funkcji proboszcza),
- ku czci ks. Stanisława Kostki Kinosowicza (ur. 18 listopada 1792, zm. 2 czerwca 1863) - w latach 1832–1852 proboszcza w Głuszynie.

Ponadto przy kościele znajduje się nagrobek ks. kanonika Jerzego Beslera (1920-1986) - w latach 1957–1982 proboszcza w Głuszynie. 

## Cmentarz
Cmentarz przykościelny ma XVII-wieczny rodowód, a księgi cmentarne prowadzone są od 1743. Prawdopodobne jest jednak, że ludzi grzebano przy kościele już od czasu jego powstania. W 1628 istniała tutaj kostnica, ale teren nie był jeszcze ogrodzony. Pierwsza wzmianka o murze pochodzi z 1781. W 1820 zrujnowany mur zastąpiono płotem dębowym. W 1866 włączono w obręb nekropolii splantowany teren po wschodniej stronie ogrodzenia wraz z dzwonnicą wzniesioną po 1851. W 1867 zbudowano ogrodzenie, które dotrwało do czasów obecnych. W 1870 posadzono ozdobne krzewy, a w 1877 wieniec lip drobnolistnych, przetrwały do dziś, podkreślający zarys nowego ogrodzenia. Do najcenniejszych pomników należą:
- stela ku czci Niepokalanego Poczęcia NMP (1856) z fundacji Ignacego i Marianny Piekutów z Daszewic (około 1970 przeniesiona na obecne miejsce),
- murowany grobowiec rodziny Sypniewskich (1878), miejsce spoczynku Felicjana Sypniewskiego,
- grobowiec Szymkowiaków (lata 20. XX wieku) z monumentalnym tryptykiem,
- grobowiec Muszyńskich (1937) z tondem z głową Chrystusa w koronie cierniowej[3].

Cennym okazem drzewa jest pokaźnych rozmiarów morwa biała.

## Turystyka
Kościół jest punktem startowym Drogi Cierpliwości – jednego z przyrodniczych szlaków pielgrzymkowo-turystycznych Rogalińskie Drogi, utworzonych z okazji 200-lecia kościoła pw. św. Marcelina w Rogalinie. Dla tego szlaku botaniczka, Aneta Czarna, napisała opublikowano broszurę przyrodniczą pt. „Miejsca «magiczne» w Poznaniu-Głuszynie” – o florze, symbolice roślin i ekologii na cmentarzach